# Exposição Universal de 1967
A Expo 67 ou Exposição Mundial de 1967 realizou-se na cidade de Montreal no Canadá. A Expo 67 originalmente era prevista para Moscovo, para comemorar os 50 anos da União Soviética, mas em 1962 os soviéticos mudaram de ideias e surgiu de imediato a candidatura da cidade de Montreal, que foi aceite.
A parte principal do recinto foi feito na ilha de Santa Helena e na Ilha de Notre Dame. A Expo 67 abriu a 28 de abril de 1967, contendo 90 pavilhões.
Um evento notável da Expo 67 é o Festival Mundial do Entretenimento, com ópera, ballet e teatro, orquestras, grupos de jazz, grupos musicais pop canadianos e outros eventos culturais.
Mais de 50 milhões de pessoas visitaram a exposição, estabelecendo o recorde de assistência de uma Exposição Mundial, que ainda não foi batido.
Depois do encerramento tentou-se preservar o Pavilhão do Homem e o seu Mundo, mas o número de visitantes decresceu. Em 1975 a área da Ilha de Notre Dame foi reconstruída para acolher os Jogos Olímpicos de 1976

## Pavilhões nacionais

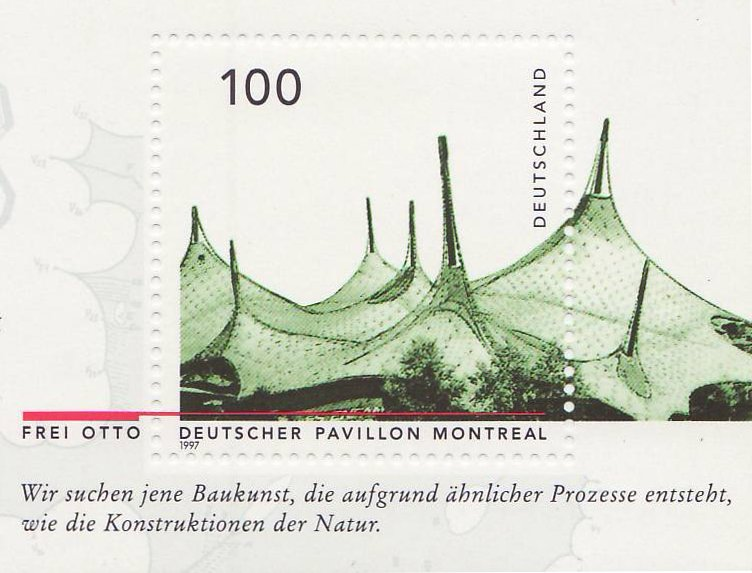
Selo alemão de 1997 em comemoração aos 30 anos da expo-67. No selo há a ilustração do pavilhão alemão na referida exposição

- Áustria
- Canadá
- Checoslováquia
- França
- Iugoslávia
- Alemanha
- Reino Unido
- Grécia
- Itália
- República Federal da Alemanha
- África do Sul
- Suécia
- Suíça
- União Soviética
- Estados Unidos

## Pavilhões regionais
- Ontário
- Quebeque
- Províncias Atlânticas do Canadá
- Províncias do Oeste

## Pavilhões temáticos
- O Homem e o seu Mundo
- O Homem, o Criador
- O Homem e o Ártico
- O Homem e o Oceano